# William Edward Miller (Komponist)
William Edward Miller (* 1. Juni 1766 in Doncaster; † 12. November 1839 in Sheffield) war ein britischer Violinist, Komponist und methodistischer Geistlicher.

## Leben
Miller war Schüler seines Vaters, des Komponisten Edward Miller, und von Johann Baptist Cramer. Bevor er sich in Sheffield niederließ, lebte er für sechs Jahre in Indien. Er galt vielen als Englands größter Violinist seiner Zeit. Von einem indischen Prinzen bekam er eine Stradivari geschenkt.
1799 wurde er Geistlicher der Wesleyan Church und gab das Violinspiel vollständig auf. Er komponierte zahlreiche Choräle, von denen heute keiner mehr im Gebrauch ist.
Miller war der Urgroßvater mütterlicherseits von Ernest Hemingway.